# Geyer
Geyer è una città di 3.980 abitanti del libero stato della Sassonia, Germania.
Appartiene al circondario dei Monti Metalliferi (targa ERZ) ed è parte della comunità amministrativa (Verwaltungsgemeinschaft) di Geyer.